# Buccinum cyaneum
Buccinum cyaneum är en snäckart som beskrevs av Bruguiere 1792. Buccinum cyaneum ingår i släktet Buccinum och familjen valthornssnäckor.

## Underarter
Arten delas in i följande underarter:
- B. c. cyaneum
- B. c. patulum
- B. c. perdix